# Корберон, Мари Даниель Бурре де

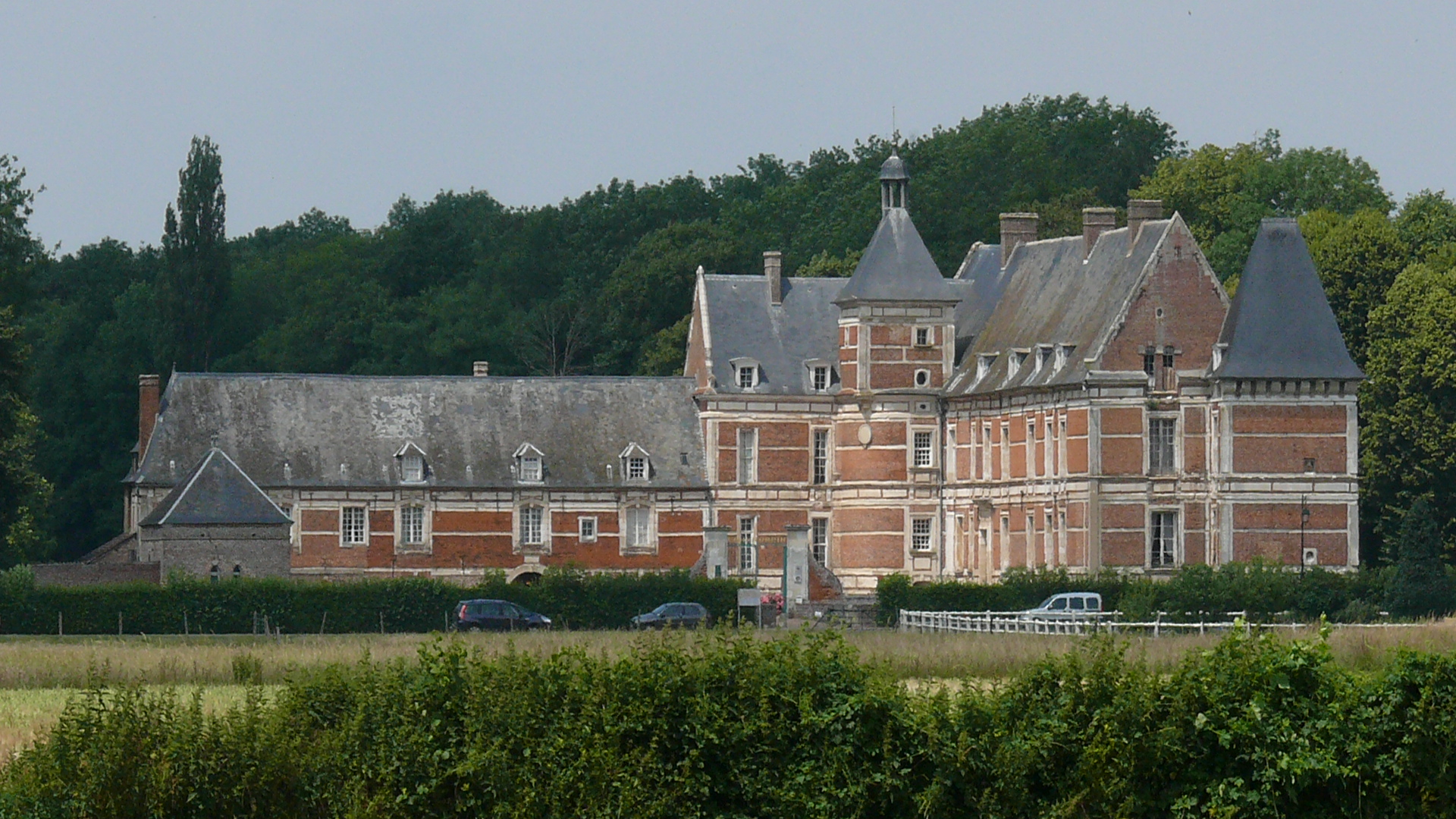
Имение Корберона (фр.) в Пикардии

Барон Мари́ Дание́ль Бурре́ де Корберо́н (фр. Marie Daniel Bourrée, baron de Corberon; 1748 — 1810) — французский дипломат, с 1775 года находившийся в составе дипломатической миссии в России. Оставил записки, которые являются ценным источником по екатерининской эпохе.

## Биография
Мари-Даниэль начал служить в полку французской гвардии, участвовал в военных действиях 1764—1768 годов. В 1773 году приступил к дипломатической службе в качестве советника миссии в Касселе (Германия). С 1775 года определён секретарём в свиту французского посланника маркиза де Жюинье (Деюиня) при дворе Екатерины II. С ноября 1777-го по октябрь 1780 года занимал должность поверенного в делах.
В 1901 году был опубликован его дневник, который охватывает период со 2 января 1775 года по 14 октября 1780 года (с 1776 года заметки Корберона приобрели вид писем, большая часть которых адресована брату, невестке и нескольким знакомым дамам).